# Porsche Club Hohensyburg
Porsche Club Hohensyburg é uma entidade destinada a adoradores da marca Porsche, sendo o primeiro fã-clube deste veículo no mundo. Sua sede é localizada na região de Vestfália, Alemanha.

## História
Fundado em 26 de maio de 1952 por sete apaixonados proprietários de um Porsche, tinha o objetivo de unir motoristas para amizades, camaradagem e confraternizações.
Com a criação do Club Hohensyburg, em pouco tempo houve uma multiplicação de fã-clubes da marca, na própria Alemanha, como também no mundo. Em 1955 foi criado o Porsche Club of America (que na atualidade é considerado o maior do mundo) e em 1997 o Brasil ganhou o seu primeiro clube quando alguns amigos fundaram, no dia 5 de novembro de 1997, o Porsche Club do Brasil.